# 日本の民族系合弁企業の一覧
日本の民族系合弁企業の一覧（にほんのみんぞくけいごうべんきぎょうのいちらん）では、日本の民族資本、即ち、日本国政府、日本の地方公共団体、日本の特殊法人、外国人及び外国法人並びにこれらが大半を出資する法人でない、2以上の日本の民間人又は日本の民間法人が出資する日本の株式会社を列挙する。但し、出資の割合が低い株主は記載を割愛している。

## あ行

### あ
- アイキテック（自動車用トランスミッション･エンジン部品等の製造･販売） - 本田技研工業・愛知機械工業・アイシン
- アイシン化工 - アイシン・トヨタ自動車
- アイシン軽金属 - アイシン・トヨタ自動車
- 朝日機材 - メタルワン・竹中工務店
- アストモスエネルギー（LPGの輸入･仕入・販売） - 出光興産・三菱商事
- アセットマネジメントOne（投資運用業） - みずほフィナンシャルグループ・第一生命ホールディングス
- アドール - 大阪ガスケミカル・ユニチカ
- AbemaTV（動画配信プラットフォーム事業） - サイバーエージェント・テレビ朝日・電通・博報堂DYメディアパートナーズ

### い
- EAファーマ（医薬品の研究開発・製造・販売） - エーザイ・味の素
- イーエヌ大塚製薬 - 大塚製薬・雪印メグミルク
- イーデザイン損害保険（保険業） -　東京海上ホールディングス・NTTファイナンス
- イタリアントマト（レストラン･カフェ運営） - キーコーヒー・バンダイナムコホールディングス
- 出光クレジット（クレジットカード業） - 出光興産・クレディセゾン
- 伊藤忠オリコ保険サービス（保険代理店業） - 伊藤忠商事・オリコビジネス&コミュニケーションズ
- 伊藤忠丸紅鉄鋼（鉄鋼製品等の輸出入･販売･加工） - 伊藤忠商事・丸紅
- 伊予鉄髙島屋（百貨店業） - 伊予鉄グループ・髙島屋

### う
- 宇部情報システム（システムインテグレーター） - オージス総研・UBE
- 宇部丸善ポリエチレン（特殊ポリエチレン等の製造･販売） - UBEエラストマー・丸善石油化学

### え
- ANAビジネスジェット(ビジネスジェットの運行手配) - ANAホールディングス・双日
- au損害保険（保険業） - auフィナンシャルホールディングス・あいおいニッセイ同和損害保険
- SBS東芝ロジスティクス（東芝グループ･グループ外の各種輸送サービス） - SBSホールディングス・東芝
- NMKV（日本市場向け軽自動車の企画･開発） - 日産自動車・三菱自動車工業
- エヌ・ティ・ティ・データ・ウェーブ（システムインテグレーター） - NTTデータ・日本たばこ産業
- NTTデータMSE（システムインテグレーター） - NTTデータ・パナソニックホールディングス・デンソー
- エヌ・ティ・ティ・データ・セキスイシステムズ（システムインテグレーター） - NTTデータ・積水化学工業
- エネアーク - 大阪瓦斯・伊藤忠エネクス
- ENEOSグローブ（LPGの輸入･販売） - ENEOS・三井物産・丸紅
- エネサンスホールディングス（LPガスの輸入･販売会社を傘下に持つ持株会社） - 出光興産・住友商事・コスモエネルギーホールディングス
- エネット（小売電気事業者） -　NTTアノードエナジー・東京瓦斯・大阪瓦斯
- エネ・ビジョン（バイオマス発電事業） - 豊田通商・ヤンマーエネルギーシステム・豊通マシナリー・東邦瓦斯
- FLCS（リース業） - 東京センチュリー・富士通
- MI LNGカンパニー（LNG船の設計･販売）　-　三菱重工業・今治造船

### お
- 扇島パワー（発電事業者） - 東京瓦斯・出光興産
- 大阪チタニウムテクノロジーズ（金属チタン･多結晶シリコン等の製造･販売） - 神戸製鋼所・日本製鉄
- OOC（海底ケーブル･通信用陸上ケーブル等の製造･販売） - 日本電気･住友電気工業
- オーシャン ネットワーク エクスプレス ホールディングス（定期コンテナ船事業） - 川崎汽船･商船三井･日本郵船
- 小野田化学工業（肥料･飼料･建材等の製造･販売） - 太平洋セメント・三井物産
- 小笠原海運（東京港～父島間で定期船を運航） - 東海汽船・日本郵船
- 岡山三菱ふそう自動車販売（自動車販売会社） - 両備ホールディングス・三菱ふそうトラック・バス
- 沖縄ファミリーマート（ファミリーマートの沖縄県を管轄とするエリアフランチャイズ本部） - リウボウ・ファミリーマート

## か行

### か
- 鹿島共同火力（発電事業者） - JERA・日本製鉄
- 鹿島石油（石油製品・石油化学製品の製造･販売） - ENEOS・三菱ケミカル・JERA
- 関西テレビ放送（近畿広域圏でテレビ放送を行う特定地上基幹放送事業者） - フジ・メディア・ホールディングス・阪急阪神ホールディングス
- 川崎天然ガス発電（発電事業者） - ENEOS・東京瓦斯
- 関電セキュリティ・オブ・ソサイエティ（ホームセキュリティを専門とする警備会社） - 関西電力・東洋テック

### き
- キグナス石油（石油元売） - 三愛オブリ・コスモエネルギーホールディングス
- 北九州エル・エヌ・ジー（LNGの受入･貯蔵･気化･送出事業） - 九州電力・日本製鉄
- 君津共同火力（発電事業者） - JERA・日本製鉄
- キャピタル損害保険（保険業） - 三菱HCキャピタル・損害保険ジャパン
- 九州急行バス（高速バス専業のバス事業者） - 西日本鉄道・昭和自動車・祐徳自動車･西肥自動車・長崎県交通局
- キューヘン（変圧器･受電設備等の製造･販売） - ダイヘン・九州電力
- 共同テレビジョン（テレビ制作プロダクション） - フジ・メディア・ホールディングス・関西テレビ放送・中日新聞社ほか
- KYORAKU吉本.ホールディングス（芸能プロダクション･番組制作会社） - 京楽産業・吉本興業
- キングレコード（音楽コンテンツの製作･販売） - 講談社・TBSテレビ

### く
- 熊本都市バス（路線バス事業者） - 九州産交バス・熊本電気鉄道・熊本バス
- Classi（教育プラットフォームの開発・運営業） - ベネッセホールディングス・ソフトバンクグループ

### け
- KDDI（電気通信事業者） - 京セラ・トヨタ自動車
- 京成トランジットバス（千葉県市川市・船橋市・浦安市の路線バスなどを運行） - 京成電鉄・オリエンタルランド
- ケイミュー（住宅外装材の製造･販売） - クボタ・パナソニックホールディングス
- KPPグループホールディングス（紙･パルプ･包装資材等の買売） - 王子ホールディングス・日本製紙

### こ
- 高速道路総合技術研究所（高速道路･自動車専用道の研究） - 東日本高速道路・中日本高速道路・西日本高速道路

## さ行

### さ
- さくら情報システム（システムインテグレーター） - オージス総研・三井住友銀行
- 札幌テレビ放送（北海道でテレビ放送を行う特定地上基幹放送事業者） - 日本テレビ放送網・読売新聞東京本社
- サンケイリビング新聞社（フリーペーパーなどの刊行物の発行） - RIZAPグループ・フジ・メディア・ホールディングス

### し
- GMOあおぞらネット銀行（銀行業） - あおぞら銀行・GMOインターネット・GMOフィナンシャルホールディングス
- シージーエスター - 三菱瓦斯化学・JNC
- CDエナジーダイレクト（小売電気事業者・ガス小売事業者） - 中部電力ミライズ・大阪瓦斯
- ジェイアール西日本伊勢丹（百貨店業） - 西日本旅客鉄道・三越伊勢丹ホールディングス
- ジェイアール東日本商業開発（百貨店業） - 東日本旅客鉄道・エイチ・ツー・オー リテイリング・ルミネ
- ジェイカムアグリ - JNC・三菱ケミカル・旭化成
- J.Score（貸金業） - みずほ銀行・ソフトバンク
- JSOL（システムインテグレーター） - NTTデータ・日本総合研究所
- JTB（第一種旅行業） - 日本交通公社・東日本旅客鉄道・東海旅客鉄道
- ジェイ・バス（バス製造） - 日野自動車・いすゞ自動車
- JPメディアダイレクト（広告代理店業） - 日本郵便・電通グループ・電通プロモーションプラス
- JP楽天ロジスティクス（ロジスティクス事業） - 日本郵便・楽天グループ
- JERA（発電事業者） - 東京電力フュエル&パワー・中部電力
- ジクシス（LPGの製造・貯蔵･販売） - コスモエネルギーホールディングス・出光興産・住友商事
- 四国高速バス（高速バス専業のバス事業者） - 大川自動車･ことでんバス
- Shikokuブランド -　伊予銀行・百十四銀行・阿波銀行・四国銀行
- 静銀セゾンカード（クレジットカード業） - 静岡銀行・クレディセゾン
- 四変テック - ダイヘン・四国電力グループ
- シャープNECディスプレイソリューションズ（映像表示装置等の製造･販売） - シャープ･日本電気
- ジヤトコ（変速機･自動車部品の製造･販売） - 日産自動車･三菱自動車工業・スズキ
- ジャパンガスエナジー（LPGの輸入･販売） - ENEOS・日商LPガス・伊藤忠エネクス
- ジャパン マリンユナイテッド（船舶･海洋浮体構造物等の製造･販売） - JFEホールディングス・IHI・今治造船
- ジャルカード（クレジットカード業） - 日本航空・三菱UFJ銀行
- 十六TT証券（第一種金融商品取引業） - 十六フィナンシャルグループ・東海東京フィナンシャル・ホールディングス
- ジュピターテレコム（ケーブルテレビ事業統括運営･番組供給事業統括運営事業） - KDDI・住友商事

### す
- 水ing（環境衛生施設の設計･管理・施工） - 荏原製作所・三菱商事・日揮
- スカイオーシャン・アセットマネジメント（投資運用業） - 横浜銀行･三井住友信託銀行・京都銀行･群馬銀行･東京きらぼしフィナンシャルグループ
- スカイレールサービス（広島短距離交通瀬野線を運行する鉄道事業者） - 積水ハウス・青木あすなろ建設・三菱重工業・神戸製鋼所・宏和興産
- 住商アビーム自動車総合研究所 - 住友商事・アビームコンサルティング
- 住信SBIネット銀行（銀行業） - 三井住友信託銀行・SBIホールディングス
- 住電HSTケーブル（電線・ケーブル等の販売） - 住友電気工業・プロテリアル・タツタ電線
- 住友重機械建機クレーン（クレーン等の建設機械の製造･販売･修理） - 住友重機械工業・日立建機
- 住友理工（高機能ゴム･樹脂等の製造･販売） - 住友電気工業・マルヤス工業

### せ
- セコムトセック（警備業） - セコム・東芝
- セゾン投信（投資運用業） - クレディセゾン・日本郵便
- 瀬戸内共同火力（火力発電による電気卸供給事業） - JFEスチール･中国電力
- せとのわ（地域商社事業） - 中国銀行・山陽新聞社・天満屋
- セブンCSカードサービス（クレジットカード業） -　セブン・フィナンシャルサービス・クレディセゾン
- 仙台国際空港（仙台空港の運営） - 東急・前田建設工業・豊田通商

### そ
- 相馬共同火力発電（発電事業者） - 東北電力・JERA

## た行

### た
- 高砂鐵工（冷延鋼板･ステンレス製品等の製造･販売） - 日鉄ステンレス・三井物産
- 髙島屋ファイナンシャル・パートナーズ（クレジットカード業） - 髙島屋・クレディセゾン

### つ
- TSUBASAアライアンス(業務効率化に向けた提言・事務受託) - 千葉銀行・第四北越銀行・中国銀行・伊予銀行・東邦銀行・北洋銀行・武蔵野銀行・滋賀銀行・琉球銀行・群馬銀行
- つなぐネットコミュニケーションズ（マンション向けISPサービス事業者） - アルテリア・ネットワークス・三菱地所・東京建物

### て
- TMEIC - 東芝・三菱電機
- テクノUMG（スチレン系樹脂の製造･加工・販売） - JSR・UMG ABS
- 鉄道情報システム（鉄道システム等の開発･運用・管理） - 東日本旅客鉄道・西日本旅客鉄道・東海旅客鉄道・日本貨物鉄道・九州旅客鉄道・北海道旅客鉄道・四国旅客鉄道
- TELASA（動画配信事業者）　- KDDI・テレビ朝日
- テレビ北海道 - 日本経済新聞社・伊藤組土建・北海道新聞社
- テレビ宮崎 - 関西テレビ放送・読売新聞グループ本社
- テレビ山口 - 山口トヨタ自動車・宇部興産・TBSホールディングス
- デンソーテン（カーナビ･カーオーディオ等の製造･販売） - デンソー・トヨタ自動車・富士通
- 電通アドギア（広告代理店業） - 電通グループ・サントリーホールディングス
- 電通名鉄コミュニケーションズ（広告代理店業） - 電通グループ・名古屋鉄道
- テンパール工業（配線用遮断器･住宅用分電盤等の製造･販売） - 中国電力・住友電気工業

### と
- 東海汽船（東京と伊豆諸島などを結ぶ定期航路を運航） - 藤田観光・DOWAホールディングス
- 東急エージェンシー（広告代理店業） - 東急・東急百貨店・東急ストア
- 東急パワーサプライ（電力小売業） - 東急・東北電力
- 東京空港交通（東京国際空港･成田国際空港発着のリムジンバスを運行） - 日本空港ビルデング・京成電鉄・成田国際空港・東京シテイ・エアターミナル・ANAホールディングス・京浜急行電鉄
- 東京ベイシティ交通（千葉県浦安市･市川市に路線を持つバス事業者） - 京成電鉄・オリエンタルランド
- 東京モノレール（東京モノレール羽田空港線を運行する鉄道事業者） - 東日本旅客鉄道・日立製作所・ANAホールディングス
- 東光東芝メーターシステムズ（電力･ガス計器等の製造･販売） - 東光高岳・東芝エネルギーシステムズ
- 東芝情報システム - 東芝デジタルソリューションズ・デンソー
- 東洋エンジニアリング（設備工事･エンジニアリング事業） - 三井物産・三井化学
- 東洋テック（警備事業者） - セコム・関西電力
- 戸畑共同火力（発電事業者） - 九州電力・日本製鉄
- 豊通ニューパック（段ボール等の製造･販売） - 豊田通商･レンゴー

## な行

### な
- 長野県協同電算（情報処理サービス、ブロバイダー事業） - 長野県下農業協同組合・長野県信用農業協同組合連合会・全国農業協同組合連合会など
- 名古屋テレビ放送 - トヨタ自動車・朝日新聞社
- 名張近鉄ガス（都市ガス事業者） -　大阪瓦斯・名張市･近鉄グループホールディングス

### に
- 新居浜LNG（LNG基地運営、LNG販売） - 東京ガスエンジニアリングソリューションズ･四国電力･住友化学･住友共同電力･四国ガス
- 西瀬戸マリンパートナーズ（シップファイナンス業務の高度化支援）　- 愛媛銀行・山口フィナンシャルグループ
- 西日本シティTT証券（第一種金融商品取引業） - 西日本フィナンシャルホールディングス・東海東京フィナンシャル・ホールディングス
- 日産専用船（自動車運搬船を運航する海運会社） - 商船三井･日産自動車
- 日商LPガス - 大阪瓦斯・伊藤忠商事
- 日清丸紅飼料（各種飼料の製造･販売） - 日清製粉グループ本社・丸紅
- ニッセイ・リース（リース業） - 日本生命保険・オリックス
- ニッセン・クレジットサービス（クレジットカード業） -　ニッセンホールディングス・SBI新生銀行
- 日鉄日立システムソリューションズ（システムインテグレーター） - 日鉄ソリューションズ・日立製作所
- 日本エイアンドエル（ABS樹脂・SBRラテックスの製造･販売） - 住友化学・三井化学
- 日本株主データサービス（証券代行業務の事務受託）　- 三井住友信託銀行・みずほ信託銀行
- 日本紙パルプ商事（紙･機械などの販売・輸出入） - 王子ホールディングス・日本製紙
- 日本高速道路インターナショナル（海外での高速道路の新設･改築・修繕･維持管理） - 東日本高速道路･中日本高速道路・西日本高速道路･首都高速道路・阪神高速道路
- 日本原子力発電（発電事業者） - 東京電力ホールディングス・関西電力・中部電力・北陸電力ほか
- 日本シップヤード（LNG船を除く一般商船等の設計･販売） - 今治造船・ジャパン マリンユナイテッド
- 日本地下石油備蓄（石油備蓄基地の操業） - 太陽石油・ENEOS・出光興産ほか
- 日本ポリエチレン（ポリエチレン樹脂の製造） - 日本ポリケム・日本ポリオレフィン
- 日本ポリオレフィン（ポリエチレン製品等の製造） - レゾナック・ENEOS
- 日本ポリプロ（ポリプロピレン樹脂の製造） - 日本ポリケム・JNC石油化学
- 日本マスタートラスト信託銀行（銀行業）三菱UFJ信託銀行・日本生命保険・明治安田生命保険・農中信託銀行

### ね
- NEXCOシステムソリューションズ（高速道路システムの開発･運用･保守） - 東日本高速道路・中日本高速道路・西日本高速道路
- NEXCO保険サービス（保険代理店業） - 東日本高速道路・中日本高速道路・西日本高速道路

## は行

### は
- 八戸鉱山（石灰石の採掘･販売） - 日鉄鉱業・住友大阪セメント
- 八社会（共同企画商品の企画･開発） - 小田急商事・京王ストア・京急ストア・京成ストア・相鉄ローゼン・東急ストア・東武ストア
- パナソニックSPT - パナソニック・日鉄鋼管
- 浜銀TT証券（第一種金融商品取引業） - 横浜銀行・東海東京フィナンシャル・ホールディングス
- パンパシフィック・カッパー（非鉄金属資源の開発、非鉄金属の製造･販売） - JX金属・三井金属鉱業

### ひ
- Bホールディングス - ソフトバンク・Zホールディングス中間
- 日立Astemo（自動車部品･産業用機械器具等の製造･販売） - 日立製作所・本田技研工業
- 日比共同製錬（非鉄金属の精錬受託） - パンパシフィック・カッパー・日鉄鉱業・古河メタルリソース
- 日向製錬所（フェロニッケルの精錬） - 住友金属鉱山・日鉄ステンレス・三井物産

### ふ
- フェリカネットワークス（FeliCaを用いたデバイス等の製造・販売等に関するライセンス事業） - ソニー・NTTドコモ・東日本旅客鉄道
- 福井都市ガス（福井県福井市内における都市ガス事業） - 関西電力･北陸電力･敦賀ガス
- 福岡国際空港（福岡空港の運営） - 福岡エアポートホールディングス・NNR・MC空港運営・Changi Airports Kyushu・福岡県
- フコクしんらい生命保険（保険業）　- 富国生命保険・共栄火災海上保険・信金中央金庫
- 富士古河E&C（社会インフラ･プラントの設計･施工）　-　富士電機･古河電気工業
- 芙蓉総合リース（リース業） - ヒューリック・明治安田生命保険
- プライム プラネット エナジー&ソリューションズ（車載用電池の開発・製造･販売） - トヨタ自動車・パナソニックホールディングス
- プライム ライフ テクノロジーズ（まちづくり、建築･リフォーム事業） - パナソニックホールディングス・トヨタ自動車・三井物産
- ブルーエナジー（リチウムイオン二次電池の開発･製造･販売） - GSユアサ・本田技研工業

### へ
- ペイジェント（電子商取引に係る収納代行事業） - NTTデータ・三菱UFJニコス
- PayPay銀行（銀行業） - Zフィナンシャル・三井住友銀行・富士通
- ベネッセインフォシェル（情報システムの保守･運用、情報処理サービス） - ベネッセホールディングス・ラック

### ほ
- ポケットカード（クレジットカード業） - PCH・ファミリーマート・三井住友銀行

## ま行

### ま
- 舞浜リゾートキャブ（タクシー事業者） - 京成電鉄・オリエンタルランド
- 丸善石油化学（石油化学製品の製造･販売） - コスモエネルギーホールディングス・UBEエラストマー・デンカ・JNC

### み
- 三崎ウィンド・パワー（発電事業者） - 丸紅・四国電力・伊方町・地域エネルギー研究所
- みずほ東芝リース（リース業） - みずほリース・東芝
- みずほ丸紅リース（リース業） - みずほリース・丸紅
- 三井住友DSアセットマネジメント（投資運用業） - 三井住友フィナンシャルグループ・大和証券グループ本社・三井住友海上火災保険
- 三井住友トラスト・パナソニックファイナンス（総合ファイナンス業） - 三井住友信託銀行・パナソニックホールディングス
- 三井住友ファイナンス&リース（リース業） - 三井住友フィナンシャルグループ・住友商事
- 三井精機工業（工作機械の製造･販売） - ジェイテクト・日野自動車ほか
- 三菱王子紙販売 - 三菱製紙・王子ホールディングス
- 三菱総研DCS（システムインテグレーター） - 三菱総合研究所・三菱UFJフィナンシャル・グループ
- 三菱電機フィナンシャルソリューションズ（リース業） - 三菱電機・三菱HCキャピタル
- 三菱日立ホームエレベーター（ホームエレベーターの開発･設計･生産･販売・取付） - 三菱電機ビルソリューションズ・日立製作所
- 三菱プレシジョン（精密電子機器･情報処理関連機器の開発･製造･販売・保守） - 三菱電機・三菱重工業・三菱UFJ銀行
- 三菱UFJインフォメーションテクノロジー（システムインテグレーター） - 三菱UFJ銀行・三菱UFJフィナンシャル・グループ
- 南九州ファミリーマート - 本坊商店・ファミリーマート
- 宮城テレビ放送 - カメイ・読売新聞グループ本社・日本テレビ小鳩文化事業団

### め
- メガペトロ（ショッピングセンター駐車場内でのガソリンスタンド運営）　- イオン・三菱商事・三菱商事エネルギー
- メモリーテック・ホールディングス（光ディスクの製造） - ポニーキャニオン・エイベックス・三菱商事
- メタルワン（鉄鋼･鉄鋼原料の卸売） - 三菱商事・双日

## や行

### ゆ
- USEN FINANCIAL(貸金業) - U-NEXT HOLDINGS・アプラス
- UBE三菱セメント（セメント・セメント系固化材等販売） - UBE・三菱マテリアル
- 雪印ビーンスターク（育児関連食品・機能性食品等の製造・販売） - 雪印メグミルク・大塚製薬

### よ
- 横河レンタ・リース（レンタル･リース業） - 横河電機・芙蓉総合リース

## ら行

### り
- リソルホールディングス - 三井不動産・コナミホールディングス
- リチウムエナジージャパン（リチウムイオン二次電池の開発･製造･販売） - GSユアサ・三菱商事・三菱自動車工業

### れ
- レデイ薬局（ドラッグストアチェーン） - ツルハホールディングス・フジ

### ろ
- ローソン沖縄 - サンエー・ローソン
- ローソン高知 - サニーマート・ローソン
- ローソン南九州 - 南国殖産・ローソン

## わ行

### わ
- ワイエム証券（第一種金融商品取引業） - 山口フィナンシャルグループ・東海東京フィナンシャル・ホールディングス
- ワイエムセゾン（クレジットカード業） - 山口フィナンシャルグループ・クレディセゾン
- YCC情報システム（システムインテグレーター） - 山形新聞社・山形放送・富士通Japan
- Y.U-mobile（MVNO） - U-NEXT HOLDINGS・ヤマダホールディングス
- 和歌山共同火力（発電事業者） - 関西電力・日本製鉄
- ワシントンホテル（ホテル業） - 丸栄・藤田観光ほか